# 合伙企业
合夥企业（英語：partnership），意指兩人或多人所組成的結盟關係，以共同經營某一公司。此一公司不具法人格，因此，合夥人必須同意獲利與損失的分攤方式，同時必須共同負起承擔公司債務之義務。
「合夥」是指一種為求營利而共同經營某些業務的合夥人關係。他們會為此訂有合夥協議書，同意各合夥人付出資本、勞務貢獻、收取薪酬額、借資利率、利潤及虧損的分配比率等條款。在一些地區，醫生、律師、會計師、建築師等專業人士，不容許以有限公司的方式經營，所以都是以合夥的方式執業的。他們合夥人之間有（Joint and several）共同承擔負債的風險。

## 特征和优势
- 每个人都可以专注于业务的某些方面；
- 筹资相对容易；
- 投资者有权成为董事会有投票权的成员，并以分红的形式分享利润；
- 相比于独资企业，合伙企业会有跟多金融，资源支持；
- 在有限合作企业中，有限合伙人负有有限责任；

## 劣势
- 合作伙伴必须和企业的管理和运营达成一致意见；
- 所有合作伙伴均负有个人责任；
- 每个合伙人都要对所有的商业资产、业主的个人财产负责；
- 资金不足时，无法偿还债务；

## 历史
合伙企业历史悠久，最早可溯源至中世纪时期的欧洲和中东地区。根据2006年发表的论文，首个合伙企业由普拉托和佛罗伦萨商人弗朗切斯科·达迪尼创办，成立于1383年。而科沃尼公司（Covoni，1336-1340）和德尔布诺本西维尼公司（Del Buono-Bencivenni，1336-1340）也常被认为是早期的合伙企业，虽然它们并不是正式意义上的合伙企业。
在欧洲，从13世纪开始的商业革命促进了合伙企业的设立。15世纪，汉萨同盟城市间的联系日渐紧密，从汉堡发往格但斯克的船只，不仅可以运载自己的货物，还能为联盟的其他成员国运送货物。这种做法既节省了时间和金钱，也为当地合伙企业的建立奠定了基础。这种在互惠中壮大力量的模式，成为了汉萨团队精神显著特征，也是获取长期成功主要因素。
对欧洲中世纪贸易的研究表明，基于信用却又十分重要的贸易贷款不存在利息一说。而从常识和实用主义角度来看，理应对借钱所产生的风险，以及因借钱而未将资金投入其他可能产生更高收益项目上去的机会成本进行补偿。为了规避教会颁布的高利贷法，产生了许多其他的回报方式，其中特别有一种称作“康孟达”的商业合伙形式，在当时的意大利商人银行家中十分流行。
在中东地区，“齐拉德”和“穆达拉巴斯”制度在同黎凡特的贸易（即奥斯曼帝国和穆斯林近东）往来中发展和繁荣起来，并建立了早期的贸易公司、合同、汇票和远程国际贸易。罗马帝国灭亡后，黎凡特贸易于10至11世纪在拜占庭帝国恢复。中世纪，地中海东、西部分成了各自相对独立的两个商业文明，并通过贸易在不同程度上相互依存。
蒙古人采纳并进一步发展了与投资和贷款有关的债务概念，并形成了斡脱制度，以促进贸易、投资和蒙古帝国的商业一体化发展。蒙元时期斡脱制度的特征与康孟达契约较为相似。不过，蒙古投资者使用金属硬币、纸币、金银锭和可交易商品进行合伙投资，主要为货币借贷和贸易活动提供资金。与此同时，当时的蒙古精英与中亚、西亚和欧洲商人建立了贸易伙伴关系，其中就包括马可波罗家族。

## 类型
在中國大陸有《中华人民共和国合伙企业法》，在香港有香港法例第38章《合夥條例》定義及規管之。在英美法系和中国大陆均将合伙企业区分为普通合伙和有限合伙（limited partnerships，香港法例稱作「有限責任合夥」）。另有有限責任合夥（limited liability partnership，香港法例稱作「有限法律責任合夥」）。
於台灣地區民法規定將合夥分類為普通合夥及隱名合夥。

### 中國大陸
分为普通合伙人与有限合伙人。前者承担无限责任；后者承担有限责任。由于普通合伙人对企业债务承担无限责任，所以企业的经营决策要经过所有普通合伙人的一致同意，而不论其实际出资占比的多寡。合伙人包括了自然人、法人和其他组织。《合伙企业法》第三条规定：“国有独资公司、国有企业、上市公司以及公益性的事业单位、社会团体不得成为普通合伙人。”也就是这五类法人或组织只能成为有限合伙人。
|          | 普通合伙企业 | 有限合伙企业                                                                                               |
| -------- | --- | --- |
| 人数     | 两人或以上 | 二人以上、五十人以下合伙人设立；法律另有规定的除外                                                         |
| 责任     | 全体合伙人对合伙企业债务承担无限连带责任 | 有限合伙中的普通合伙人对合伙企业债务承担无限连带责任，有限合伙人以其认缴的出资额为限对合伙企业债务承担责任 |
| 出资方式 | 可以用货币、实物、知识产权、土地使用权或者其他财产权利出资，也可以用劳务出资                                                                             | 不得以劳务出资                                                                                             |
| 权利义务 | 合伙人对执行合伙事务享有同等的权利 | 普通合伙人执行合伙事务，有限合伙人不执行合伙事务，不得对外代表有限合伙企业                                 |
| 竞业禁止 | 合伙人不得自营或者同他人合作经营与本合伙企业相竞争的业务                                                                                                 | 合伙人可以自营或者同他人合作经营与本有限合伙企业相竞争的业务；合伙协议另有约定的除外                       |
| 组织交易 | 除合伙协议另有约定或者经全体合伙人一致同意外，合伙人不得同本合伙企业进行交易                                                                             | 合伙人可以同本有限合伙企业进行交易；合伙协议另有约定的除外                                                 |
| 份额出质 | 合伙人以其在合伙企业中的财产份额出质的，须经其他合伙人一致同意；未经其他合伙人一致同意，其行为无效，由此给善意第三人造成损失的，由行为人依法承担赔偿责任 | 合伙人可以将其在有限合伙企业中的财产份额出质；但是，合伙协议另有约定的除外                                 |

### 台灣
合夥者，謂二人以上互約出資以經營共同事業之契約。合夥得以營利或非營利為事業之目的。實務上，合夥乃獨資與公司 ( 無限公司、有限公司、兩合公司及股份有限公司 ) 外，常見之營利組織。合夥財產由全體合夥人公同共有，合夥債務亦由合夥人全體以合夥財產及各合夥人之自有財產負責。合夥財產不足清償合夥之債務時，各合夥人對於不足之額，連帶負其責任，合夥人負連帶無限清償責任。台灣地區之專門技術人員，若按照公司方式經營事業，有違反公序良俗，專門職業技術人員執業範圍、性質上不屬於營利事業、政府依法實施專營及其他法令另有規定者 ( 執業工程技師得組成工程技術顧問公司，為得以公司形態職業的專技人員組織。) ，不得為預查登記。律師、會計師依法務部的函示，應不得成立公司營業，僅得以事務所型態，單獨或共同執行業務。律師、會計師等專門技術人員，通常均需單獨執行業務，公司法中有限公司規定，至少應設置一名至三名董事執行業務並代表公司，律師、會計師等專門技術人員因此不適宜成立公司。

## 外部連結
- 《中华人民共和国合伙企业法》之全文（页面存档备份，存于）
- 《合夥條例》香港法例第38章之全文（页面存档备份，存于）